# Sulcia armata
Espèce
Sulcia armata est une espèce d'araignées aranéomorphes de la famille des Leptonetidae.

## Distribution
Cette espèce est endémique du Monténégro. Elle se rencontre dans le Bijela gora.

## Publication originale
- Kratochvíl, 1978 : Araignées cavernicoles des îles dalmates. Prirodovedne Prace Ustavu Ceskoslovenske Akademie Ved v Brne, vol. 12, no 4, p. 1-59.